# SMS Bismarck
SMS Bismarck byla korveta třídy Bismarck postavená pro Císařské loďstvo (německy Kaiserliche Marine) v roce 1878.

## Kariéra
Loď zahájila službu v Tichomoří (1878-1880), odkud se vrátila do Německa 26. prosince 1880. Následně v letech 1881-1883 probíhala její rekonstrukce. V roce 1884 sloužila jako vlajková loď kontradmirála Eduarda von Knorra. Účastnila se ustavení protektorátu ve Witulandu roku 1885. Následovala plavba v mořích okolo Afriky, Asie, Austrálie a Oceánie v roce 1886. Korveta se účastnila i koloniální války o Samou, kde v roce 1889 pomohla k dosazení krále Malietoa Laupepa na trůn. V roce 1891 byla vyřazena ze stavu floty a přeměněna na hulk.

## Velitelé
| Karl August Deinhard         | korvetní kapitán a námořní kapitán | 27. srpna 1878 - 14. října 1880 |
| Friedrich von Levetzow       | korvetní kapitán a námořní kapitán | 2. - 13. srpen 1883             |
| Guido Karcher                | námořní kapitán                    | 4. října 1884 - září 1885       |
| Franz Kuhn                   | námořní kapitán                    | září 1885 - duben 1888          |
| Gustav Schmidt (zastupující) | kapitánporučík                     | duben - červen 1888             |
| Ernst Aschmann               | korvetní kapitán                   | červen - září 1888              |